# Мадонна с Младенцем и четырьмя ангелами (картина Герарда Давида)
«Мадонна с Младенцем и четырьмя ангелами» (нидерл. Madonna met kind en vier engelen) — небольшая картина, написанная маслом на дереве (63,2 × 39,1 см) нидерландским художником эпохи Северного Возрождения Герардом Давидом. Вероятно, завершена между 1510 и 1515 годами. Картина представляет Деву Марию, держащую младенца Иисуса, в то время как Её коронуют как Царицу Небесную два ангела, сопровождаемые ещё двумя ангелами, играющими на музыкальных инструментах. Картина хранится в Метрополитен-музее в Нью-Йорке.

## Композиция картины

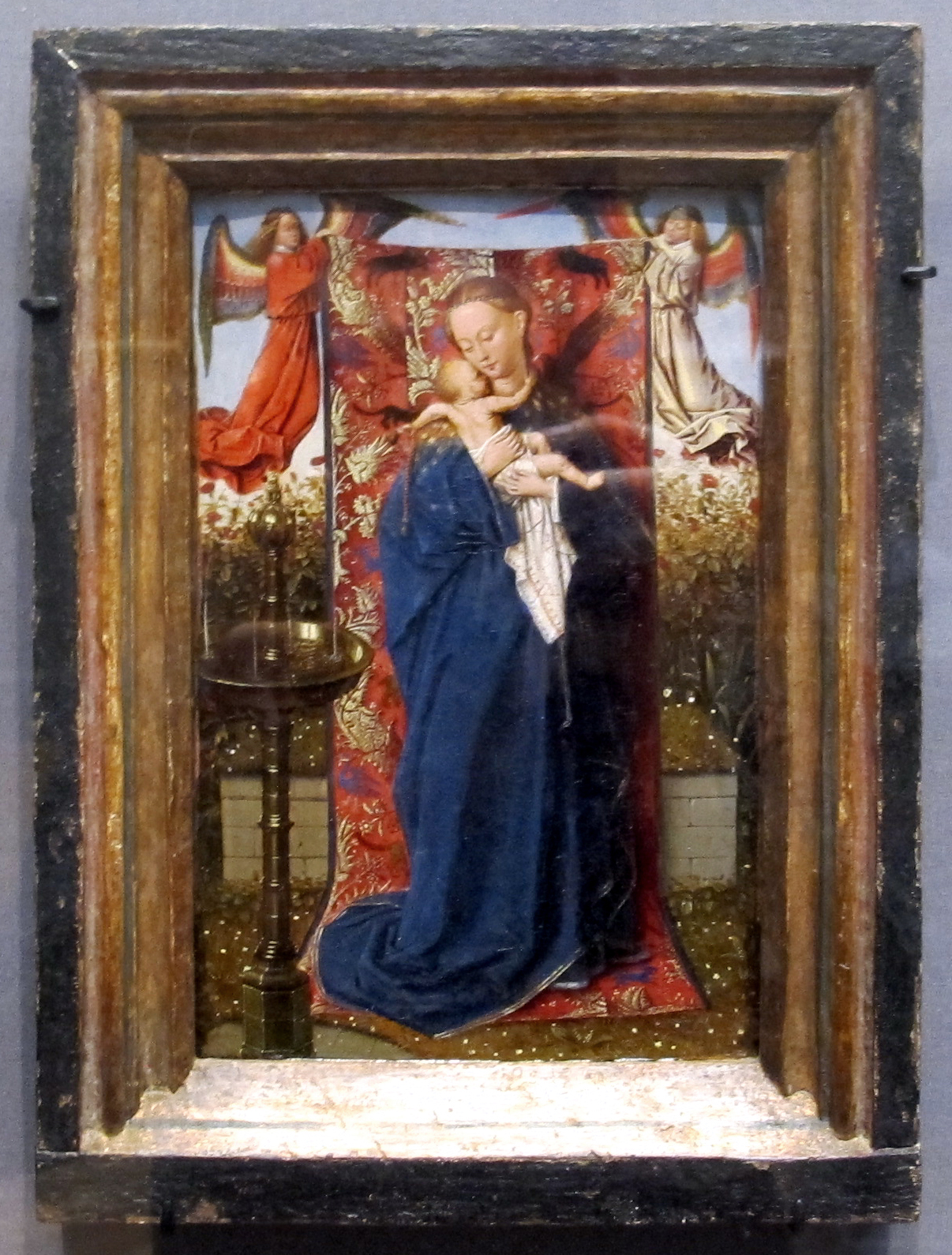
Ян ван Эйк. Мадонна с Младенцем у фонтана. 1439. Холст на дереве, масло. Королевский музей изящных искусств, Антверпен

Композиция, праздничная тональность колорита и пространственное решение типичны для нидерландской живописи «ars nova» эпохи Северного Возрождения и искусства самого Давида. Историки искусства усматривают также влияние образа «Мадонны с Младенцем у фонтана» Яна ван Эйка. Однако Давид привнёс в эту тему многие новации, включая расширение живописного пространства, двух дополнительных ангелов и размещение сцены в современной обстановке с видом на город Брюгге на дальнем плане.
На колоннах, фланкирующих композицию картины, художник написал: «IHESVS [RE]DEMPT[OR]» («Иисус Искупитель»).
Созданная для индивидуального поклонения, картина проникнута праздничным настроением, характерным для иконографии Коронования Девы Марии. Сцена происходит под готической аркой в «Огороженном саду» (Hortus conclusus), символизирующем чистоту Девы, и перед видом на современный Брюгге.
Мадонна изображена в светском наряде, в красном плаще, отделанном тщательно прорисованными золотыми стежками, которые так изящно вплетены в отделку платья, что их обычно не видно на репродукции. Иисус завёрнут в белое одеяло, часть которого свисает под ним вертикальными складками, линии которого продолжаются в складках плаща Марии. Ангелы справа и слева имеют тёмно-зеленые и светло-голубые одежды соответственно.
Композиция симметрична. Все фигуры в высшей степени идеализированы, что типично для искусства того периода; натурализм отброшен в пользу удлинённости фигур. Изображение Девы Марии намного превосходит по размеру фигуры ангелов. В городском пейзаже за садом легко опознаются две главные церкви города Брюгге: Синт-Якобс и Онзе-Ливе-Фрау. Появление монаха-картезианца, идущего под деревом в саду позади главных фигур, позволяет предположить, что работа была заказана членом картезианского монастыря в Синт-Круисе за пределами Брюгге. Возможно, картина была центральной панелью триптиха или небольшого створчатого алтаря. Было также высказано предположение, что арка над Девой Марией простиралась до двух боковых панелей в качестве отсылки к символике Пресвятой Троицы.